# میهن‌پرستی

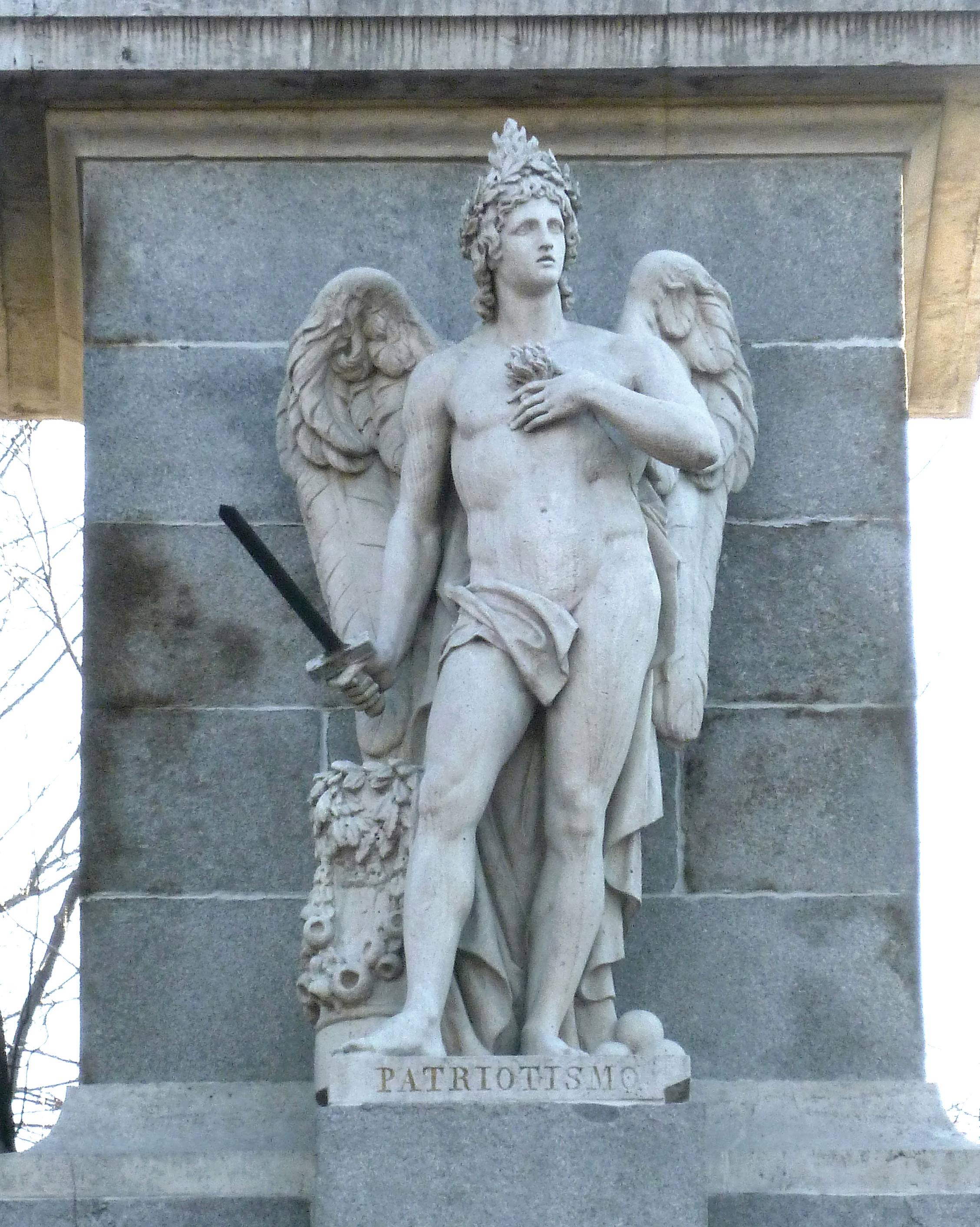
تمثیل میهن‌پرستی در بنای یادبود کشته‌شدگان برای اسپانیا در مادرید (۱۸۴۰)، اثر مجسمه‌ساز فرانسیسکو پرز دل واله

میهن‌پرستی یا میهن‌دوستی (به انگلیسی: Patriotism)، مفهومی است معطوف به عشق و دلبستگی و دلدادگی به میهن و مردم و آمادگی جهت هر گونه فداکاری و پاسداری از استقلال سیاسی و اقتصادی کشور و دفاع از هویت قومی-ملی-فرهنگی آن ملت. میهن‌پرستی عشق ورزیدن به میهن و دفاع صمیمانه از منافع آن است.
میهن‌پرست کسی است که به کشور خود عشق می‌ورزد و با اشتیاق به دفاع از منافع آن می‌پردازد. میهن‌پرست فردی است که به سرنوشت کشور و فرهنگ خود حساس است و همه تلاشش را به کار می‌گیرد تا آن‌ها را به بالندگی برساند.
این می‌تواند مجموعه‌ای از مفاهیم مرتبط با ملی‌گرایی، عمدتاً ملی‌گرایی مدنی و گاهی ملی‌گرایی فرهنگی را دربرگیرد.

## اصطلاحات و کاربرد
افراط در میهن‌پرستی شوونیسم نامیده می‌شود؛ اصطلاح مرتبط دیگر «جینگوئیسم» است. کلمه «پاتریوت» در دهه ۱۵۹۰ از «هموطن» و در سده پانزدهم از «فرانسوی میانه» patriote گرفته شده است. کلمه فرانسوی compatriote و patriote مستقیماً از کلمه لاتین متاخر patriota به معنای «هموطن» در سده ششم سرچشمه گرفته است. از یونانی الگو:نویسه‌گردانی «هموطن»، از الگو:نویسه‌گردانی «از پدران»، الگو:نویسه‌گردانی «سرزمین پدری». اصطلاح «میهن‌پرست» «به بربرهایی گفته می‌شد که غیرمتمدن یا بدوی تلقی می‌شدند و فقط یک پاتریس یا سرزمین پدری مشترک داشتند.» معنای اصلی اروپایی «میهن‌پرستان» به کسی اطلاق می‌شد که صرف نظر از جایگاه اجتماعی-اقتصادی، هموطن بود.